# Конь-Колодезь
Конь-Коло́дезь — село Хлевенского района Липецкой области. Центр Конь-Колодезского сельсовета.

## Название
Своё название село унаследовало от реки Конь-Колодезь, впадающей здесь в Дон. Колодезь — родник, источник. Происхождение же первой части — Конь до сих пор неизвестно.
Есть предположение, что первоначально село носило название Конев Колодезь, где Конь — имя человека.
По другой версии незамерзающий зимой родник Колодезь получил дополнение Конь в своё название из-за конных дозоров, стоявших на этом месте.
По третьей версии, река Колодезь получила прозвище Конь за свой бурный характер, который не давал ей замёрзнуть даже зимой. Например, поэтому же принципу Белый Колодезь получил своё дополнение, быстрое течение которого образовывало белую пену.
Вокруг топонима ещё с давних времён ходят легенды. Будто бы конь самого Петра I, когда тот ехал в Воронеж, у колодца сломал ногу. Данная легенда не находит исторического подтверждения, также не связано с этой легендой установка верстового обелиска «От Москвы 432» версты.

## География
Расположено на левом берегу реки Дон.
Климат
| Показатель                    | Янв. | Фев.  | Март | Апр. | Май  | Июнь | Июль | Авг. | Сен. | Окт. | Нояб. | Дек. | Год  |
| ----------------------------- | ---- | ----- | ---- | ---- | ---- | ---- | ---- | ---- | ---- | ---- | ----- | ---- | ---- |
| Средний суточный максимум, °C | −5,7 | −5    | 0,6  | 12,1 | 20,2 | 23,8 | 25,8 | 24,7 | 18,4 | 9,8  | 1,7   | −3,2 | 10,3 |
| Средняя температура, °C       | −8,6 | −8,4  | −3   | 7,1  | 14,4 | 18,1 | 20   | 18,7 | 12,7 | 5,8  | −0,9  | −5,7 | 5,9  |
| Средний суточный минимум, °C  | −12  | −12,1 | −6,6 | 2,3  | 8,4  | 12,3 | 14,4 | 13,1 | 7,8  | 2,2  | −3,5  | −8,7 | 1,5  |
| Норма осадков, мм             | 34   | 29    | 27   | 35   | 45   | 68   | 66   | 49   | 52   | 45   | 41    | 39   | 530  |
| Источник: , Weatherbase.com   |      |       |      |      |      |      |      |      |      |      |       |      |      |

## История
Село возникло в середине XVII века. В 1678 году упоминается как деревня. Конь-Колодезь был владением дворянского рода Сенявиных, давшего России несколько поколений замечательных флотоводцев. В парке усадьбы похоронен Иван Сенявин.
В 1711 году деревня стала селом. В селе была построена первая деревянная церковь Иоанна Богослова.
В 1889 году в селе открыта одна из первых в России сельскохозяйственных школ. В советское время — совхоз-техникум.
В советское время на месте прежнего храма было построено здание сельсовета.

## Население
| 1859  | 1897  | 2009  | 2010  | 2012  | 2013  | 2014  | 2015  | 2016  |
| ----- | ----- | ----- | ----- | ----- | ----- | ----- | ----- | ----- |
| 1658  | ↗2336 | ↘1892 | ↗1915 | ↗1921 | ↘1887 | ↘1831 | ↗1886 | ↗1917 |
| 2017  | 2018  | 2021  |       |       |       |       |       |       |
| ↘1910 | ↗1951 | ↘1852 |       |       |       |       |       |       |

## Транспорт
Через село проходит федеральная автомагистраль «Дон». В 1998 году была построена объездная платная дорога вокруг села (для жителей Липецкой области проезд был сначала бесплатный).

## Известные люди
В 1910 году в селе родился Герой Советского Союза Дмитрий Гуляев.

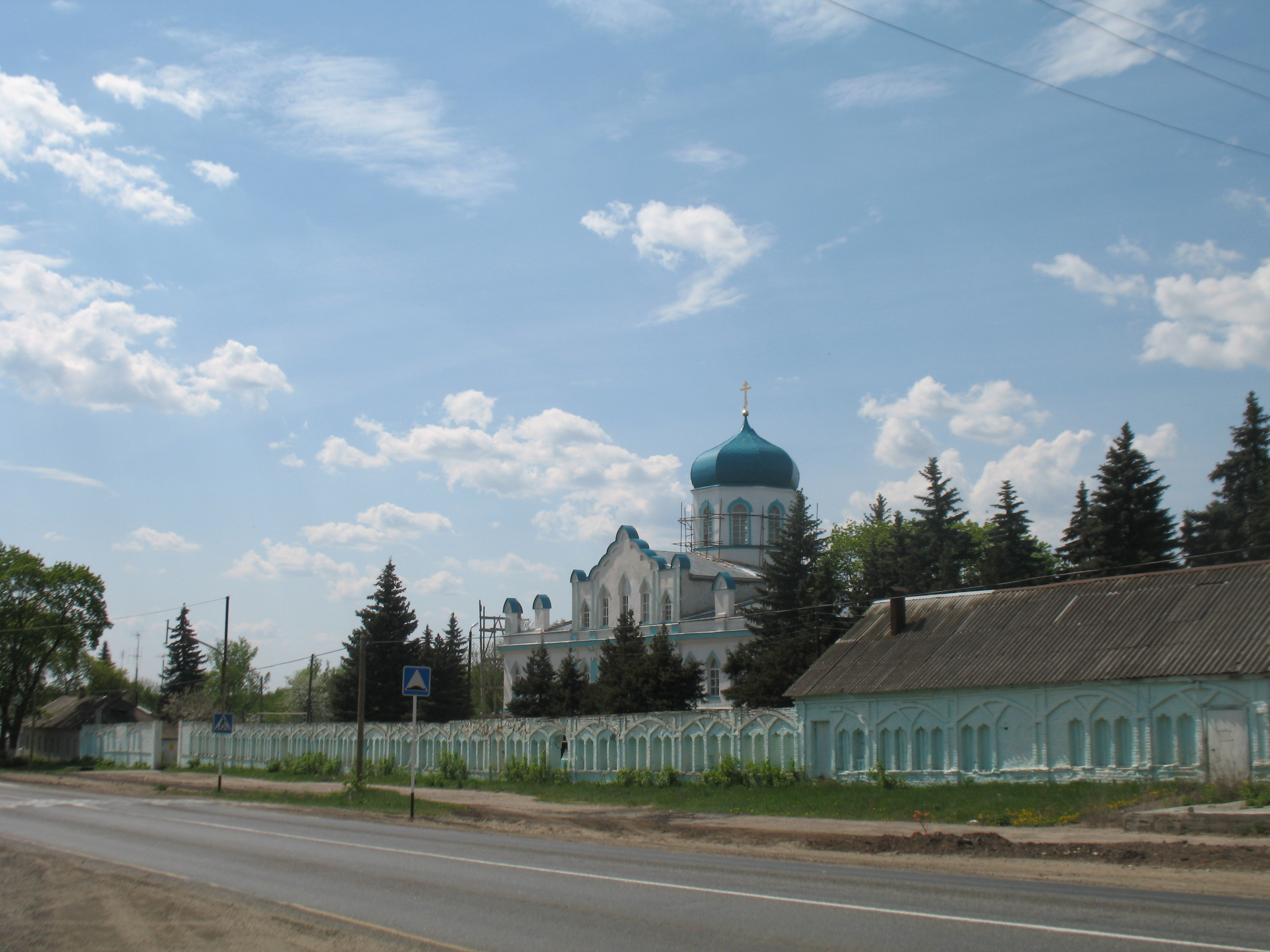
Усадьба Сенявиных
Мемориал воинам, павшим в годы Великой Отечественной войны
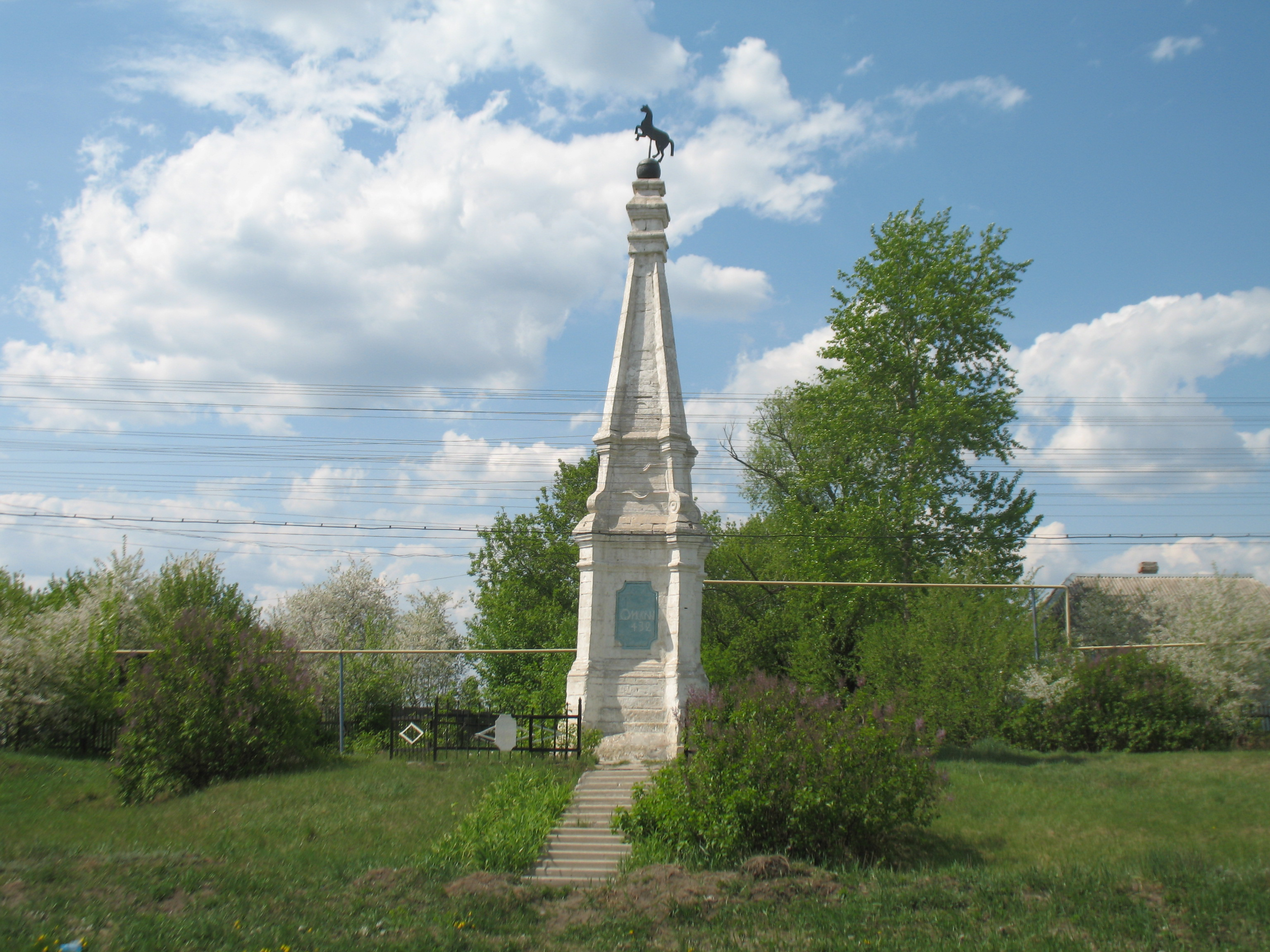
Верстовой столб